# Tyson Foods
A Tyson Foods é uma empresa multinacional americana fundada por John W. Tyson em 1931 e sediada em Springdale, Arkansas, que opera na indústria alimentícia. 
A empresa é o maior processador e negociador de carne de frango, carne bovina e carne suína, e, detém a maior porcentagem de exportação de carne bovina anualmente, para fora dos Estados Unidos. Com vendas em 2005 de US$ 26 bilhões, a Tyson Foods é a segunda maior companhia alimentícia na Fortune 500, a maior produtora de carne do mundo e, segundo a Forbes, uma das 100 maiores empresas dos Estados Unidos.
A empresa fabrica uma ampla variedade de produtos preparados à base de animais em 123 plantas de processamento de alimentos. Tyson Foods tem aproximadamente 124.000 empregados, que trabalham em mais de 300 instalações nos Estados Unidos e em todo o mundo. A Tyson tem contrato com 6.729 produtores de frango.

## Histórico
Tyson Foods é, nos Estados Unidos, um dos maiores vendedores de carne de frango, bovina e de porco processadas para o varejo; carne bovina e de porco fresca; produtos congelados ou cozidos de carnes de frango, bovina ou de porco; produtos prontos bovinos ou suínos; carnes selecionadas para pizzas industriais e pizzas congeladas para o varejo; carne moída e tortilhas de farinha. Fornece para todas as cadeias da Yum! Brands que utilizam frango (incluindo KFC e Taco Bell), bem como o McDonald's, Burger King, Wendy's, Wal-Mart, Kroger, Cotsco, IGA, Beef O’Brady’s, pequenos restaurantes e prisões.
A empresa foi criticada em 2007 pela Comunidade para o Tratamento Ético dos Animais (PETA), após um investigador disfarçado dizer que viu frangos sendo escaldados vivos e atirados ao redor para divertir os trabalhadores e receber filmagens dos trabalhadores puxando fora as cabeças de frangos que as tinham perdidos cortadeiras de gargantas. Em Fevereiro de 2008, a Tyson e o Departamento de Agricultura dos Estados Unidos disseram que estavam investigando as alegações, e a Tyson despediu vários dos trabalhadores envolvidos nos incidentes. A empresa diz que algumas das atividades mostradas no vídeo da PETA não garantem que ela chamou a ação corretiva, mas que outros foram deturpados, porque as aves que tinham sido mostradas foram atordoadas e inconscientes.
Em junho de 2014, adquiriu a Hillshire Brands por 7,7 bilhões de dólares.
Em julho, a Tyson Foods vendeu todas as suas operações no Brasil e México para a sua maior concorrente, a JBS por 575 milhões de dólares.

## Perda da Liderança para a JBS
Em Setembro de 2009, a americana Tyson Foods perdeu o posto de maior empresa de proteína animal do mundo para a rival brasileira JBS, após a mesma adquirir, simultaneamente, a americana Pilgrim's Pride, segunda maior em proteína de aves do mundo, que estava sob recuperação judicial, e a brasileira Bertin, sua maior competidora no Brasil, que além do setor frigorífico também atua no setor lácteo com as marcas Vigor e Leco, dentre outras. A JBS é a terceira colocada no mercado de carnes dos EUA, com a tradicional marca Swift.

## Leia Mais
- Indústria Alimentícia